# Hevossaari (ö i Kymmenedalen, Kotka-Fredrikshamn, lat 60,60, long 26,69)
Hevossaari eller Suursaari är en ö i Finland. Den ligger i vattendraget Pitkä-Kymi och i kommunen Pyttis i den ekonomiska regionen  Kotka-Fredrikshamn  och landskapet Kymmenedalen, i den södra delen av landet, 110 km öster om huvudstaden Helsingfors. Öns area är 55,7 hektar och dess största längd är 1,6 kilometer i sydöst-nordvästlig riktning.